# Jed Mercurio
Gerald Gary "Jed" Mercurio é um roteirista, produtor de televisão, cineasta e romancista britânico. Como reconhecimento, foi indicado ao Primetime Emmy Awards 2019.